# Zivar bey Ahmadbayov
Zivar bey Ahmadbayov (em azeri:  Zivər bəy Əhmədbəyov; 1873, Şamaxı, (Azerbaijão) Império Russo - 1925, Bacu, RSS do Azerbaijão, União Soviética) foi um arquiteto azeri.

## Biografia
Zivar bey Ahmadbayov foi o primeiro arquiteto azeri com uma educação superior. Em 1902, Ahmadbayov graduou pela Universidade do Estado de São Petersburgo de Arquitetura e Engenharia Civil em São Petersburgo. A partir deste ano de 1917, Ahmadbayov trabalhou como arquiteto do Governorato de Bacu, em seguida, para o Município de Bacu. Após o estabelecimento da República Democrática do Azerbaijão, Ahmadbayov tornou-se o arquiteto-chefe de Bacu e ocupou este cargo até 1922.
Entre suas obras estão os dois maiores mesquitas em Bacu, a Mesquita Azul eo Mesquita Taza Pir. Uma de suas obras, a Mesquita Muhtarov no bairro de Əmircan em Bacu, foi adicionado à lista de monumentos históricos da UNESCO. Além disso, Ahmadbayov é o arquiteto de muitas casas em Bacu e Vladikavkaz e do prédio do Instituto de Oftalmologia em Bacu.
Uma rua em Bacu é nomeado após Zivar bey Ahmadbayov, e uma estátua em um parque que leva seu nome, foi inaugurado em Bacu pelo presidente do Azerbaijão Ilham Aliyev em 26 de maio de 2011.